# Ryszard Kapuściński
Ryszard Kapuściński  (Pinsk, Bielorrússia, 4 de março de 1932 - Varsóvia, Polónia, 23 de janeiro de 2007), licenciado em história, foi um jornalista e escritor polaco. Kapuściński é considerado um mestre do Jornalismo literário.

## Biografia
Ryszard Kapuściński nasceu em Pinsk, uma cidade das Kresy Wschodnie, que à época era polaca e atualmente faz parte da Bielorrússia.
Começou a sua carreira jornalística aos 17 anos na revista “Hoje e Amanhã”.
Em 1964 foi apontado pela Polska Agencja Prasowa  (PAP, onde trabalhou de 1958 a 1981) como seu único correspondente, e nos dez anos seguintes foi "responsável" por 50 países. Durante esse período viajou pelo mundo e fez a reportagem de guerras, golpes e revoluções na África, Ásia, Europa e Américas, incluindo a "Guerra do Futebol" (conflito de 6 dias entre as Honduras e El Salvador, em 1969). Fez amizade com Che Guevara na Bolívia, Salvador Allende no Chile e Patrice Lumumba no Congo. Ao longo da sua vida  presenciou 27 revoluções e golpes, esteve em 12 frentes de guerra, e foi condenado ao fuzilamento por quatro vezes.
No mundo anglófono, ele é mais conhecido pelas suas reportagens de África nas décadas de 1960 e 1970, quando testemunhou em primeira-mão o fim dos Impérios coloniais Europeus nesse continente.
A partir do início da década de 1960, Kapuściński publicou livros de elevado valor literário, habilmente caracterizados por sofisticada narrativa técnica, retratos psicológicos das personagens, abundância de metáforas e outras figuras de estilo e imagens raras que servem como meios para interpretar a percepção do mundo. O livro mais conhecido de Kapuściński, The Emperor, trata ele próprio do declínio do anacrónico regime etíope de Haile Selassie. "Xá dos Xás", sobre a queda de Mohammad Reza Pahlavi, o último Xá da Pérsia e "Imperium", sobre os últimos dias da União Soviética, gozaram de sucesso semelhante.
Cansado da censura polaca, a partir da década de 1980, começou a colaborar com jornais e revistas internacionais, como The New York Times ou o Frankfurter Allgemeine Zeitung.
Faleceu em Varsóvia, aos 74 anos, em consequência de doença grave.

## Controvérsias
Ao longo da carreira, a veracidade de algumas narrativas de Kapuściński como repórter foram contestadas e ele respondeu com a explicação de que seu trabalho era alegórico. Ele costumava ter detalhes imprecisos, alegando ter testemunhado eventos nos quais não estava presente. O biógrafo de Kapuściński, Artur Domoslawski defende o seu trabalho: "Kapuściński estava experimentando jornalismo. Ele não sabia que havia cruzado a linha entre jornalismo e literatura. Ainda acho que seus livros são maravilhosos e preciosos. Mas, em última análise, eles pertencem à ficção".

## Prêmios
Em 1999 foi eleito no seu país como o melhor jornalista do século XX. Em 2003 recebeu o Prémio Príncipe das Astúrias. Em 2004 foi galardoado na Áustria com o Prémio «Bruno Kreisky para livros políticos». Em 2005 foi doutorado “honoris causa” pela universidade catalã Ramón Llull.

## Obras
- Cristo com carabina ao ombro (polonês: Chrystus z karabinem na ramieniu, 1975), Livros do Brasil, 2021.
- Mais um Dia de Vida: Angola 1975 [es] (polonês: Jeszcze dzień życia, 1976), Tinta da China, 2013.
- A Guerra do Futebol - E outros relatos (polonês: Wojna futbolowa, 1978), Companhia das Letras, na tradução de Tomasz Barciński, 2008.
- The Emperor (polonês: Cesarz, 1978), Campo das Letras, na tradução de Włodzimierz Józef Szymaniak e Isabel Vaz Ponce de Leão, 2004. No Brasil, pela editora Companhia das Letras, na tradução de Tomasz Barciński, 2005.
- O Xá Dos Xás (polonês: Szachinszach, 1982), Companhia das Letras, na tradução de Tomasz Barciński, 2012.
- polonês: Lapidarium, 1990.
- Imperium (polonês: Imperium, 1993), Companhia das Letras, 1994.
- Ébano (livro) [es] (polonês: Heban, 1998), Livros do Brasil, com tradução de Maria Joana Guimarães, 2017.
- polonês: Z Afryki, 2000.
- Os cínicos não servem para este ofício [es] (polonês: To nie jest zawod dla cynikow, 2002), Relógio d'água, 2008
- polonês: Autoportret Reportera, 2003.
- Andanças com Heródoto (polonês: Podróże z Herodotem, 2004), Livros do Brasil, 2020.
- polonês: Ten Inny, 2006.